# Guinguette (película)
Guinguette es una comedia dramática italiana- francesa dirigida por Jean Delannoy y estrenada en 1959.

## Sinopsis
Renée, llamada Guinguette, una ex-prostituta, ha ganado suficiente dinero en la acera parisina para poder comprar su sueño: una guinguette al borde del agua. Su nuevo amante, Marco, le ofrece usar un granero contiguo sin usar para almacenar autos usados que él intercambia. Pero los autos en realidad son autos robados, y el encantador Marco, un chico malo. Tras unas cuantas muertes y diversas vicisitudes, el amor acaba triunfando.

## Reparto
- Zizi Jeanmaire: Renée, llamada Guinguette.
- Jean-Claude Pascal: Marco.
- Paul Meurisse: Vizconde Edouard de Villancourt.
- Cristina Gaioni: Maryse.
- Raymond Bussières: Biscotte.
- Henri Vilbert: M. Jean.
- Marie Mergey: Julie.
- Georges Poujouly: François.
- Micheline Luccioni: un amigo de Guinguette.
- Odette Laure: Tartine.
- Pierre Destailles: el inspector jefe.
- Annette Poivre: Marie-Mauviette.
- Armande Navarre: Gélinotte.
- Louis Bugette: el brigadier.
- Sophie Grimaldi: la méridionale.
- Jacques Hilling: el doctor.
- Georges Lycan: Bascule.
- Jacques Marin: Albert.
- Dominique Davray: Marcelle.
- Gérard Hernandez
- Mario David: un fiestero.
- Guy Decomble: el pintor.
- Madeleine Barbulée: esposa de M. Jean.
- Viviane Méry
- Dany Jacquet
- France Anglade

## Lanzamiento
La película se distribuyó en su primera tirada en cuatro grandes cines el 4 de marzo de 1959, pero solo atrajo 81 802 espectadores.